# 大垣市役所
大垣市役所（おおがきしやくしょ）は、日本の地方公共団体である大垣市の組織が入る施設（役所）。

## 所在地
- 〒503-8601
- 住所：岐阜県大垣市丸の内2丁目29番地

## アクセス
- 大垣駅から徒歩13分。

## 業務時間
- 月曜日から金曜日の8時30分から17時15分（土曜日・日曜日・祝日・年末年始を除く）

## 市庁舎

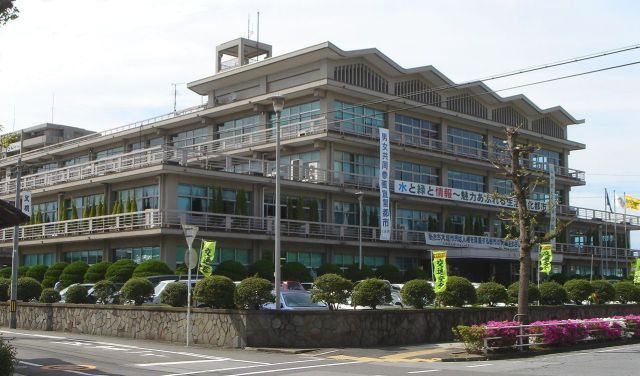
旧大垣市役所4代目(2005年撮影)

旧大垣市本庁舎（4代目）は、1964年（昭和39年）3月に竣工した建物であり、鉄筋コンクリート造の4階建の建物（延床面積10,736m2）であった。しかし、耐震診断結果によるとIｓ値が0.18となっており、耐震性に問題を抱えている建物であった。このため、2012年（平成24年）から「大垣市新庁舎建設市民懇話会」を開催し、現庁舎（当時）における問題点や新庁舎に求める機能などを検討した。
その後大垣市は、2013年（平成25年）12月9日に新庁舎建設の第一候補地を「現本庁舎敷地及び隣接地」と発表した。大垣市は、2014年（平成26年）から「大垣市新庁舎建設基本構想策定委員会」を開催し、パブリックコメントを経て、2015年（平成27年）3月に基本構想を策定した。
これらを踏まえて、大垣市は4月30日より「大垣市新庁舎建設設計業務委託」に関する公募型プロポーザル手続きを開始し、7月17日に代表企業最優秀賞として山下設計、優秀賞として大建設計、市内企業として最優秀賞として車戸建築事務所、優秀賞として安田設計を選定した。この結果を踏まえて、山下設計と車戸建築事務所の共同設計企業体と約2億円で契約を締結した。
設計が進み、2016年（平成28年）3月には基本設計、12月には実施設計がまとまった。2017年（平成29年）7月には競争入札が実施され、12月に岐建・TSUCHIYA特定建設工事共同企業体他と請負契約を締結した。
2020年（令和2年）1月5日に大垣市役所新庁舎完成開所式が行われ、翌1月6日から新庁舎（5代目）が供用開始された。
5代目本庁舎 (2020年～)
| 階 | 概 要 |
| -- | --- |
| 8F | 大会議室、傍聴席、医務室、職員組合、会議室8-1～8-3、キッチン楠木 |
| 7F | 議場、合同委員会室、議員図書室、議員控室1～8、議長室、議会事務局、会議室7-1～7-3、応接室1～3、第2委員会室 |
| 6F | 庶務課、学校教育課、文化振興課、社会教育課、スポーツ振興課、商工課、観光推進課、産業振興課、農林整備課、農業委員会事務局、教育長室、ワークプラザおおがき、教育委員会室、会議室6-1～6-4、相談室6-1～6-3、打ち合わせ室1～9                                                   |
| 5F | 管理課、治水課、道路課、土地開発公社、住宅課、公園緑地課、建築指導課、建築課、市街地整備課、都市計画課、会議室5-1～5-4、打ち合わせ室1～7、技官室 |
| 4F | 人事課、情報企画課、地域創生戦略課、都市プロモーション課、秘書広報課、市長室、副市長室、監査委員事務局、防災無線室、記者室、情報会議室、公室1～2、会議室4-1～4-4、待合室1～3、相談室                                                                                       |
| 3F | 管財契約課、下水道課、水道課、企画経営課、行政管理課、選挙管理委員会事務局、財政課、会議室3-1～3-6、打ち合わせ室1～4、市政情報コーナー |
| 2F | 市民活動推進課、まちづくり推進課、人権擁護推進課、債権回収対策室、収納課、課税課、環境衛生課、危機管理室、交通政策課、（一社）養老線管理機構、会議室2-1～2-3、相談室2-1～2-5、消費生活相談コーナー、市民コミュニティスペース                                               |
| 1F | 子育て支援課、保育課、介護保険課、国保医療課、窓口サービス課、会計課、社会福祉課、高齢福祉課、障がい福祉課、福祉相談窓口、会議室1-1、宿直室、夜間休日受付、おがっきぃマート、ATM、大垣共立銀行出張所、市民ロビー、相談室1-1～1-5、総合案内、多目的スペース、キッズスペース |

## 地域事務所
- 上石津地域事務所
- 墨俣地域事務所

※上石津事務所に設置されていた上石津地域教育事務所、大垣市墨俣さくら会館に設置されていた墨俣地域教育事務所は、2020年（令和2年）3月に廃止された。

## 市民サービスセンター
各市民サービスセンターの所轄地域は定められていない。業務時間は8時30分から17時15分（大垣駅北市民サービスセンターは9時30分から19時、南部サービスセンターは10時から19時）。休館日は各市民サービスセンターで異なる（年末年始は休館）。
東部サービスセンター
- 大垣市小野4丁目35番地10（大垣市情報工房内）

西部サービスセンター
- 大垣市桧町357番地（大垣市西部研修センター内）

北部サービスセンター
- 大垣市中川町4丁目150番地（大垣市中川地区センター内）

南部サービスセンター
- 岐阜県大垣市外野2丁目100番地（イオンモール大垣2階）[4]

赤坂サービスセンター
- 大垣市昼飯町108番地

大垣駅北市民サービスセンター
- 大垣市林町6丁目80番地21（アクアウォーク大垣2階）[5]

## 地区センター
興文地区センター
- 大垣市東外側町2丁目24番地

東地区センター
- 大垣市藤江町6丁目207番地

北地区センター
- 大垣市林町6丁目105番地

西地区センター
- 大垣市南若森町438番地

南地区センター
- 大垣市南頬町1丁目74番地1

三城地区センター
- 大垣市加賀野4丁目37番地1

和合地区センター
- 大垣市開発町5丁目86番地3

赤坂東地区センター
- 大垣市赤坂新町1丁目10番地

安井地区センター
- 大垣市東前3丁目10番地

宇留生地区センター
- 大垣市荒尾町1438番地

荒崎地区センター
- 大垣市島町80番地

日新地区センター
- 大垣市入方2丁目1611番地1

江東地区センター（こどもの城）
- 大垣市浅草2丁目10番地

赤坂地区センター
- 大垣市赤坂町3342番地1

綾里地区センター
- 大垣市綾野6丁目111番地1

川並地区センター
- 大垣市古宮町1537番地

中川地区センター
- 大垣市中川町4丁目150番地

青墓地区センター
- 大垣市昼飯町270番地51

静里地区センター
- 大垣市桧町357番地（大垣市西部研修センター内）